# فیات ای.۱۴
فیات ای. ۱۴ (به انگلیسی: Fiat A.14) یک موتور هواگرد ساختِ کارخانهٔ فیات اتومبیلز در کشور ایتالیا است.